# Derrick Carter
Derrick O'Neil Carter (Georgetown, 16 de septiembre de 1982) es un futbolista de Guyana que juega como arquero. Su equipo actual es el Western Tigers FC de la GFF Superliga de Guyana.

## Trayectoria
Con 18 años, marcó su debut para el Western Tigers de su país, y, de momento, sigue en dicho club hasta la actualidad.

## Selección nacional
Jugó su primer partido con la selección el 17 de noviembre de 2010 frente a Guatemala en un amistoso.
Fue titular en el partido de eliminatorias mundialistas al 2014 contra México en Houston y encajó 5 goles en menos de 10 minutos.
En el siguiente partido, que Guyana perdió 7-0 contra Costa Rica, Carter le atajó un penal a Álvaro Saborío a los 82'.
Ha jugado por su selección en la edición clasificatoria a la Copa Mundial del 2014, además de otros partidos, como de la Copa del Caribe.
Lleva 6 partidos jugados por su selección.

## Clubes
| Club              | País   | Año    |
| ----------------- | ------ | ------ |
| Western Tigers FC | Guyana | 2000 - |